# Лесковашка скара
Лесковашката скара, позната още като сръбска скара или лесковачка скара (на сръбски: Лесковачки роштиљ), е традиционен начин на приготвяне на печени ястия на скара от смляно месо, с леко лютив вкус, характерен за района на Поморавието и по-специално на град Лесковъц, от където идва и названието ѝ. 
В миналото, когато все още е нямало машини за мелене на месо, каймата за лесковашката скара се е кълцала на ръка. Традиционалистите-готвачи все още предпочитат този начин на обработка на месото, тъй като при него ястията стават по-сочни и трудно прегарят. Също така според специалистите най-добрите лесковашки специалитети стават само когато се приготвя по традиционния начин на скара върху дървени въглища. Пак според лесковашките майстори, за да бъде едно ястие на вкусно, то трябва първо много добре да се подбере и обработи месото за скарата. То се оставя да престои, след което се смила и отново се оставя да престои при температура до 4 °C за около 24 часа. Отново се смила и се омесва много добре. Едва след като се спазят тези подготовки каймата е готова за печене на скара.
В България лесковашката скара става популярна в началото на 90-те години на ХХ век, когато след разпадането на Югославия, мнозина майстори на сръбската скара идват да работят или да отворят свои ресторанти в страната. Най-известните специалитети от лесковашката скара са плескавица, вешалица, сръбски кебапчета и други.